# 仲之町 (生駒市)
仲之町（なかのちょう）は、奈良県生駒市の町名。住居表示実施済み。郵便番号630-0267。

## 地理
生駒市中部に位置し、北に山崎新町、本町、元町、西に門前町、南から東にかけ軽井沢町、西旭ケ丘と隣接している。

## 歴史
大正3年（1914年）、大軌電車が開通すると、生駒停留所から生駒山中腹の宝山寺までの間に新しく参道が敷かれ、宝山寺の門前町として発達した参道周辺地域は「新道」と呼ばれた。新道は三つに分けられ、生駒駅から宝山寺にかけて、下の新道・中の新道・上の新道と呼ばれたが、中の新道にあたる地域が昭和5年（1930年）の町会議の議決により、仲之町へと改名された。

### 沿革
- 1969年（昭和44年） - 生駒町菜畑、山崎から分離し、生駒町仲之町が成立[8]。
- 1971年（昭和46年） - 生駒市仲之町となる[8]。

## 世帯数と人口
2020年（令和2年）10月1日現在の世帯数と人口は以下の通りである。
| 町丁   | 世帯数  | 人口  |
| ------ | ------- | ----- |
| 仲之町 | 329世帯 | 616人 |

### 人口の変遷
国勢調査による人口の推移。
| 1995年（平成7年）  | 783人 | [ 9 ]  |  |
| 2000年（平成12年） | 700人 | [ 10 ] |  |
| 2005年（平成17年） | 583人 | [ 11 ] |  |
| 2010年（平成22年） | 650人 | [ 12 ] |  |
| 2015年（平成27年） | 639人 | [ 13 ] |  |

### 世帯数の変遷
国勢調査による世帯数の推移。
| 1995年（平成7年）  | 316世帯 | [ 9 ]  |  |
| 2000年（平成12年） | 300世帯 | [ 10 ] |  |
| 2005年（平成17年） | 261世帯 | [ 11 ] |  |
| 2010年（平成22年） | 312世帯 | [ 12 ] |  |
| 2015年（平成27年） | 311世帯 | [ 13 ] |  |

## 事業所
2016年（平成28年）現在の経済センサス調査による事業所数と従業員数は以下の通りである。
| 町丁   | 事業所数 | 従業員数 |
| ------ | -------- | -------- |
| 仲之町 | 1事業所  | 3人      |